# Inglaterra en la Copa Mundial de Rugby de 2015
La Rosa fue anfitrión por segunda vez, tras el mundial de 1991 y una de las 20 naciones participantes de la Copa Mundial de Rugby de 2015.
Inglaterra era un serio favorito a ganar la copa debido a su localía y su historia. No obstante, el mundo del rugby se impactó cuando fueron eliminados en la fase de grupos y realizaron su peor participación histórica.

## Plantel

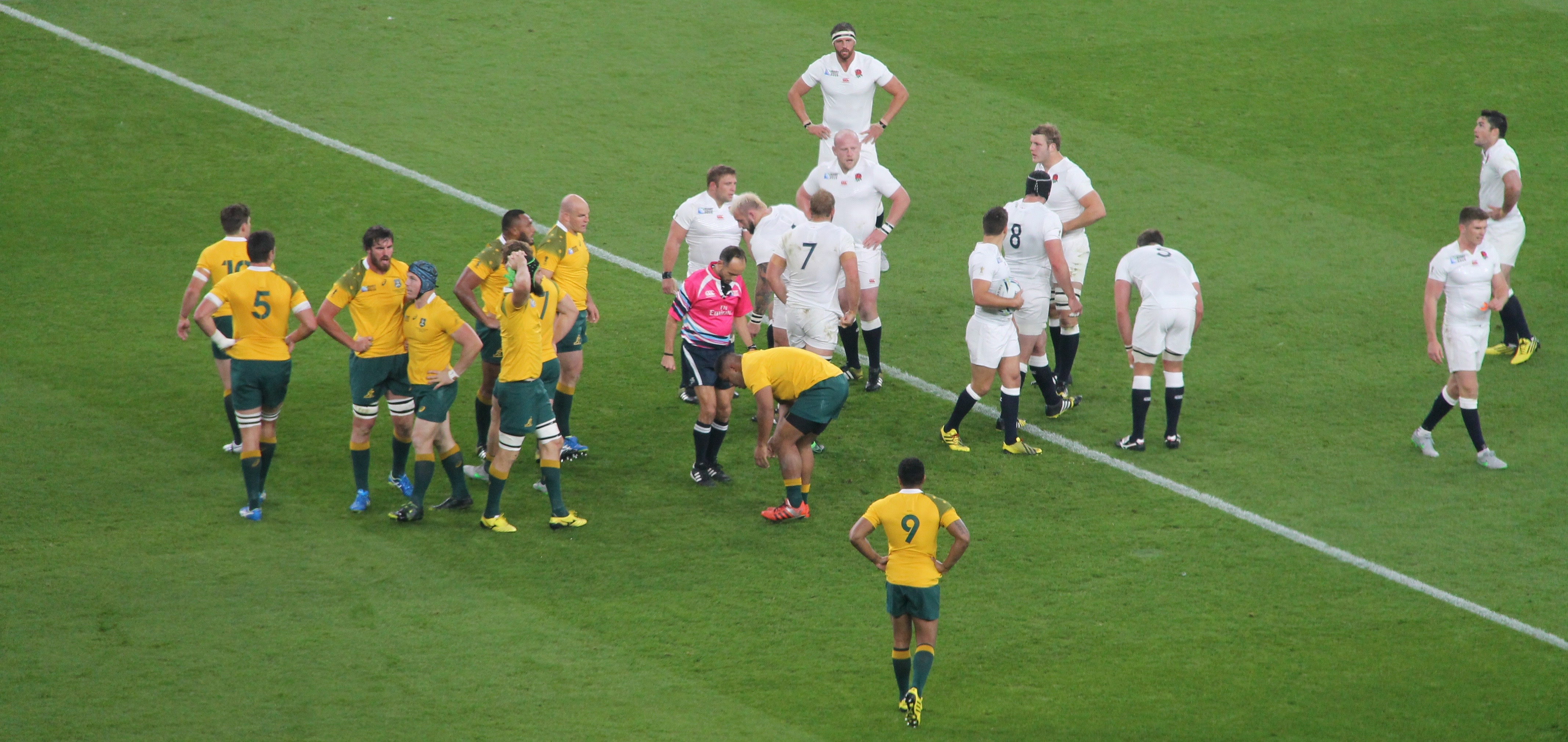
La derrota contra Australia los eliminó.

Alineaciones contra Gales.

El escocés Lancaster (46 años) fue el entrenador en jefe y lamentó públicamente no poder contar con los lesionados Alex Corbisiero y Manu Tuilagi.
Los partidos de prueba son hasta antes del inicio del mundial y las edades corresponden al último partido de Inglaterra, el 10 de octubre de 2015.
|                              | Jugador              | Edad    | Posición      | Pruebas | Equipo             |
| ---------------------------- | -------------------- | ------- | ------------- | ------- | ------------------ |
| Hookers y Pilares            |                      |         |               |         |                    |
|                              | Kieran Brookes       | 25 años | Pilar         | 12      | Northampton Saints |
| 3                            | Dan Cole             | 28 años | Pilar         | 52      | Leicester Tigers   |
|                              | Jamie George         | 24 años | Hooker        | 2       | Saracens           |
| 1                            | Joe Marler           | 25 años | Pilar         | 33      | Harlequins FC      |
|                              | Mako Vunipola        | 24 años | Pilar         | 23      | Saracens           |
|                              | Rob Webber           | 29 años | Hooker        | 13      | Bath Rugby         |
|                              | David Wilson         | 30 años | Pilar         | 43      | Bath Rugby         |
| 2                            | Tom Youngs           | 28 años | Hooker        | 24      | Leicester Tigers   |
| Segundas líneas              |                      |         |               |         |                    |
|                              | George Kruis         | 25 años | Segunda línea | 8       | Saracens           |
|                              | Joe Launchbury       | 24 años | Segunda línea | 24      | Wasps RFC          |
| 5                            | Courtney Lawes       | 26 años | Segunda línea | 40      | Northampton Saints |
| 4                            | Geoff Parling        | 31 años | Segunda línea | 25      | Exeter Chiefs      |
| Alas y Octavos               |                      |         |               |         |                    |
|                              | Nick Easter          | 37 años | Octavo        | 52      | Harlequins FC      |
|                              | James Haskell        | 30 años | Ala           | 60      | Wasps RFC          |
|                              | Ben Morgan           | 26 años | Octavo        | 29      | Gloucester Rugby   |
| 7                            | Chris Robshaw        | 29 años | Ala           | 39      | Harlequins FC      |
|                              | Billy Vunipola       | 22 años | Octavo        | 19      | Saracens           |
| 6                            | Tom Wood             | 28 años | Ala           | 38      | Northampton Saints |
| Medios scrums                |                      |         |               |         |                    |
|                              | Danny Care           | 28 años | Medio scrum   | 52      | Harlequins FC      |
|                              | Richard Wigglesworth | 32 años | Medio scrum   | 23      | Saracens           |
| 9                            | Ben Youngs           | 26 años | Medio scrum   | 49      | Leicester Tigers   |
| Aperturas y Centros          |                      |         |               |         |                    |
| 13                           | Brad Barritt         | 29 años | Centro        | 23      | Saracens           |
| 12                           | Sam Burgess          | 26 años | Centro        | 2       | Bath Rugby         |
| 10                           | Owen Farrell         | 24 años | Apertura      | 31      | Saracens           |
|                              | George Ford          | 22 años | Apertura      | 13      | Bath Rugby         |
|                              | Jonathan Joseph      | 24 años | Centro        | 13      | Bath Rugby         |
|                              | Henry Slade          | 22 años | Centro        | 1       | Exeter Chiefs      |
| Fullbacks y Wings            |                      |         |               |         |                    |
| 15                           | Mike Brown           | 30 años | Fullback      | 39      | Harlequins FC      |
|                              | Alex Goode           | 27 años | Fullback      | 18      | Saracens           |
| 11                           | Jonny May            | 25 años | Wing          | 16      | Wasps RFC          |
|                              | Jack Nowell          | 22 años | Wing          | 9       | Exeter Chiefs      |
| 14                           | Anthony Watson       | 21 años | Wing          | 11      | Bath Rugby         |
| Entrenador: Stuart Lancaster |                      |         |               |         |                    |

## Participación

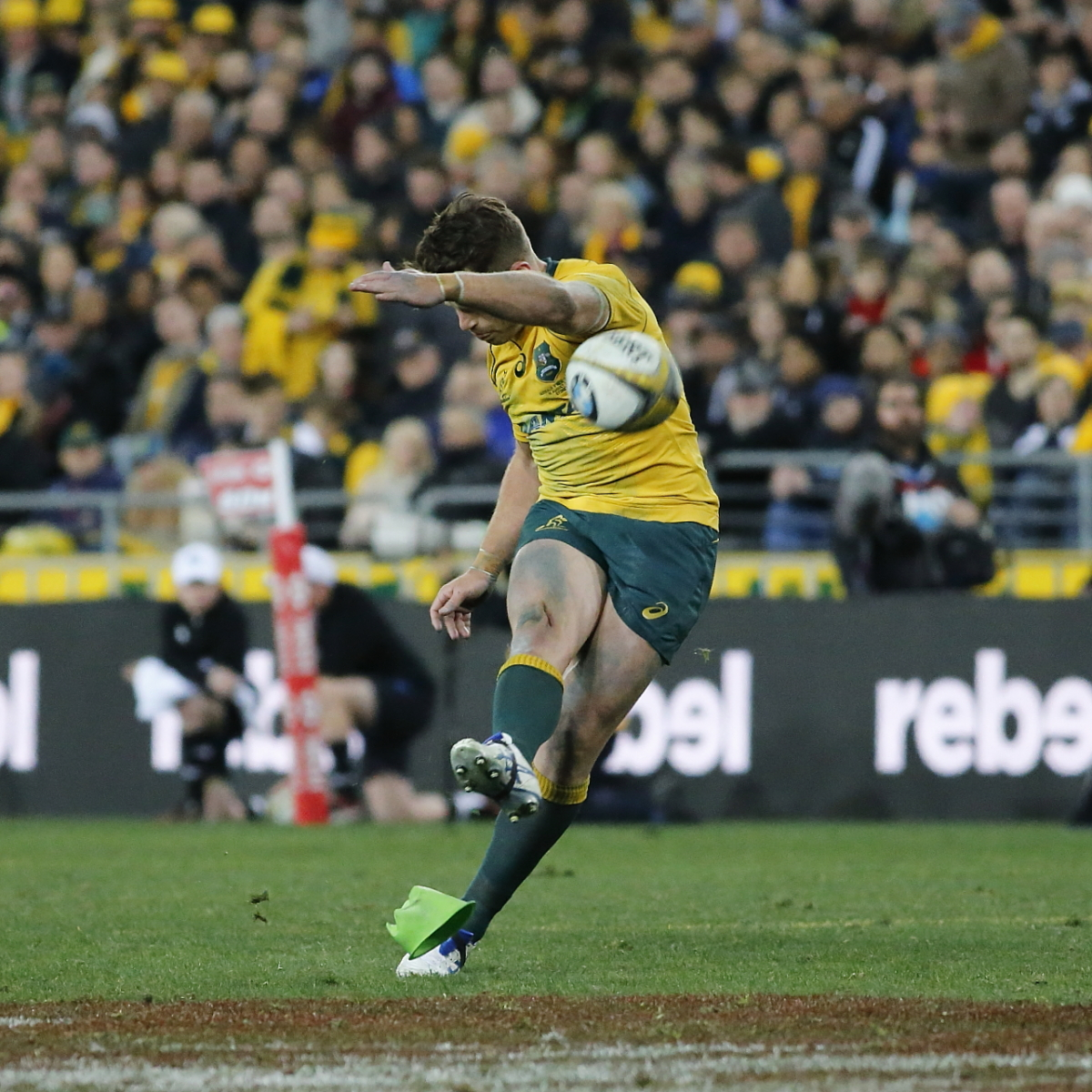
El australiano Foley jugó un partido magistral.

La Rosa integró el Grupo de la muerte (A) con: los favoritos Wallabies, la dura Fiyi, los Dragones rojos y la débil Uruguay.
El partido ante Gales comprometía seriamente la clasificación, entrenados por el neozelandés Warren Gatland y formaban: Gethin Jenkins, Alun Wyn Jones, el capitán Sam Warburton, Gareth Davies, Jamie Roberts y la estrella George North. A dos minutos del final, los ingleses tuvieron un penal y el capitán Robshaw optó por jugar; en vez de patear a los palos y empatar el partido; los Dragones rojos triunfaron.
El duelo clave frente Australia los eliminaba, eran dirigidos por Michael Cheika y sus representados: el capitán Stephen Moore, Rob Simmons, la estrella David Pocock, Will Genia y el prolífico Adam Ashley-Cooper. El apertura Bernard Foley tuvo un nivel impresionante anotando 28 puntos y eliminó a Inglaterra, para lo que la prensa denominó una «tragedia».

## Legado
Lancaster recibió fuertes críticas por no convocar inexplicablemente a: Dylan Hartley (quien realmente se encontraba suspendido por una pelea en la Premiership Rugby, pero llegaba a jugar), Tom Croft (titular en Nueva Zelanda 2011), Ben Foden (titular en Nueva Zelanda 2011) y principalmente Chris Ashton (máximo anotador inglés en Nueva Zelanda 2011). Anunció su retiro inmediatamente al perder con Australia y lo efectivizó tras la prueba ante Uruguay.
Inglaterra se convirtió en el primer anfitrión de un Mundial que cayó eliminado en la fase de grupos y los Wallabies se vengaron de la final de 2003.